# Partícula alfa

Ilustração do núcleo de um átomo emitindo uma partícula alfa.

A partícula alfa é uma partícula composta por dois prótons e dois nêutrons, tendo a mesma estrutura do núcleo do átomo de hélio e sendo denotada pela letra grega α. Portanto, a partícula alfa possui duas unidades de carga positiva e quatro unidades de massa atômica. É emitida espontaneamente por núcleos de elementos radioativos, com número atômico maior que 82, como urânio, tório, polônio e rádio, no processo de desintegração nuclear conhecido como emissão alfa.

## História

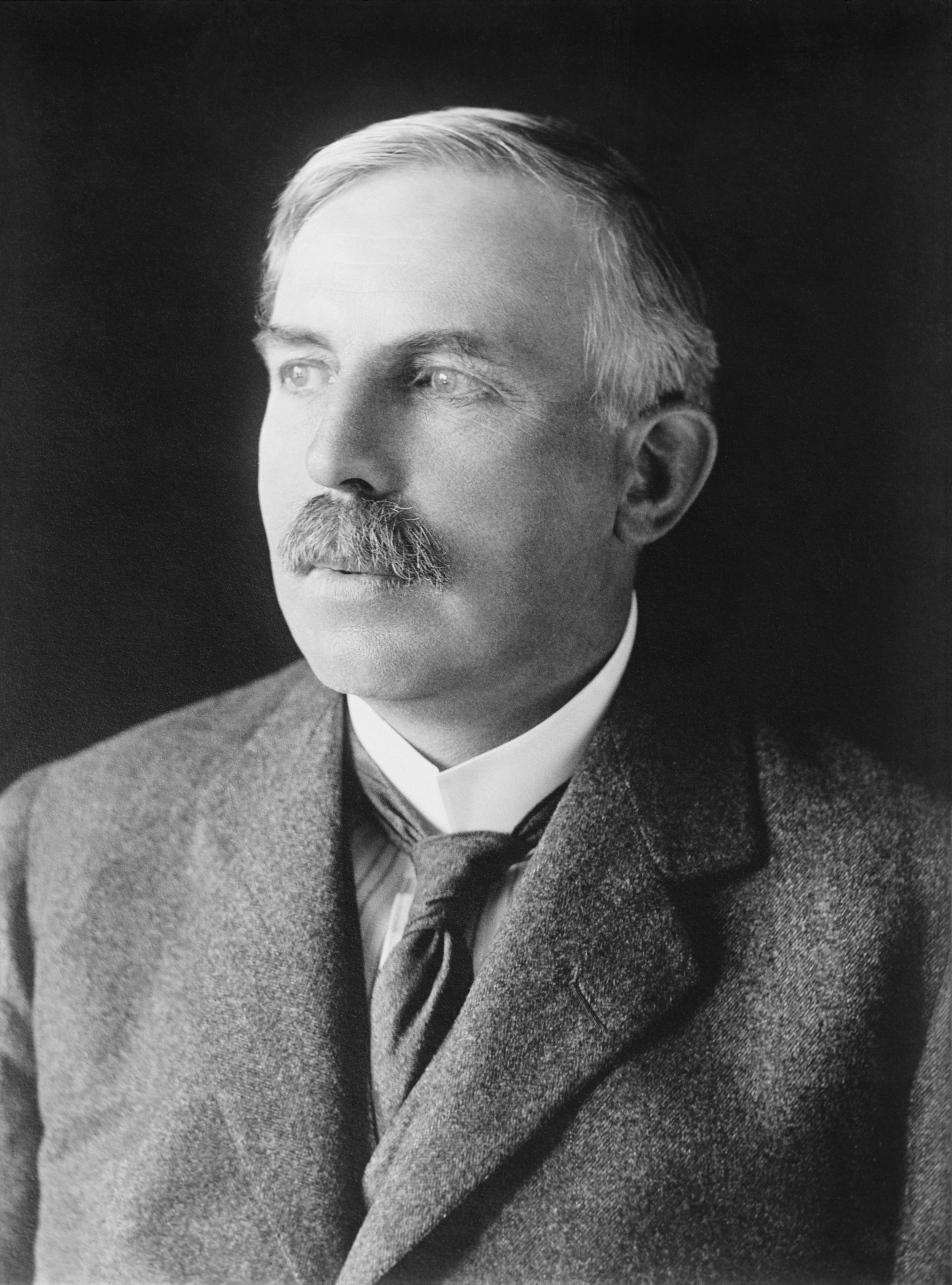
Ernest Rutherford.

Em 1898, Ernest Rutherford, então trabalhando nos laboratórios Cavendish, estudava a radiação emitida pelo urânio natural. Fazendo a radiação atravessar folhas de alumínio de espessuras diferentes, chegou à conclusão que essa radiação era constituída de, pelo menos, dois tipos: uma que era rapidamente absorvida, que ele batizou como "alfa" e outra que possuía um poder de penetração maior, que chamou de "beta". Inicialmente, não foi possível esclarecer a natureza dessas radiações.
Em 1902, Rutherford observou que a radiação alfa era defletida por campos elétricos e magnéticos, no sentido contrário à radiação beta (que já se sabia, era constituída de elétrons e, portanto, com carga negativa) e que o grau de deflexão da radiação alfa era muito menor que o da beta. Assim, Rutherford conclui que a radiação alfa era constituída por partículas positivamente carregadas e que eram mais massivas que os elétrons.
Ainda em 1902, Rutherford mostra que, por meio de medidas da razão carga/massa, que a partícula alfa era provavelmente composta por um núcleo de hélio (formado por dois prótons e dois nêutrons).
Embora essa e outras evidências experimentais, na época, já mostrassem que a partícula alfa fosse um núcleo de hélio, foi apenas em 1908 que Rutherford e Thomas Royds, demonstraram isso de forma inequívoca. Por meio de um experimento no qual o gás radônio (que é radioativo e emite partículas alfa) foi colocado em um tubo duplo com paredes muito finas, de forma que as partículas alfa atravessassem a primeira parede e, após terem sua carga neutralizada, aparecia no segundo tubo o gás hélio, medido através de seu espectro óptico.

## Propriedades

### Energia do decaimento
Partículas alfas são emitidas por radionuclídeos com energia variando entre 4 e 10 MeV.
Uma reação nuclear de desintegração alfa pode ser escrita como:
{\displaystyle P\longrightarrow F+He+K_{T}}
onde:
{\displaystyle P} é o núcleo pai com número atômico Z e número de massa A; 
{\displaystyle F} é o núcleo filho resultante, que possui um número de massa 4 unidades menor e um número atômico 2 unidades menor, em função da emissão da partícula alfa ({\displaystyle He});
{\displaystyle K_{T}} é a energia cinética total, também conhecida como {\displaystyle Q_{\alpha }}.
Essa reação obedece a lei da conservação do momento, portanto, como o núcleo pai tem um momento nulo, o estado final também tem que ter um momento nulo. Para que isso ocorra, o núcleo filho deve sofrer um recuo. Esse recuo é praticamente imperceptível devido a grande massa do núcleo. Dessa forma, {\displaystyle Q_{\alpha }} é a energia cinética total do sistema, e está distribuída entre a partícula alfa, o recuo do núcleo filho e, eventualmente, de um raio gama emitido.
{\displaystyle Q_{\alpha }=K_{T}=E_{\alpha }+E_{recuo}+E\gamma }
onde:
{\displaystyle E_{\alpha }} é a energia cinética da partícula alfa;
{\displaystyle E_{recuo}} é a energia cinética de recuo do núcleo filho;
{\displaystyle E_{\gamma }} é a energia perdida como radiação gama, emitida pelo núcleo filho, quando este fica num estado excitado e decai para o estado fundamental.

Para que a emissão da partícula alfa ocorra espontaneamente, {\displaystyle Q_{\alpha }} deve ser um número positivo.

Decaimento do Am-241 com emissão de uma partícula alfa.

Por exemplo, quando o radionuclídeo amerício 241 emite uma partícula alfa, ele se transforma no nuclídeo filho neptúnio 237 de acordo com a equação:
{\displaystyle \ _{\ 95}^{241}Am\rightarrow \ _{\ 93}^{237}Np+\ _{\ 2}^{\ 4}He+5,638MeV\qquad (1)}
Nesse processo, além do momento, a energia também é conservada, isso significa que a energia liberada é equivalente à perda de massa sofrida pelo radionuclídeo pai (Am-241).  Pode-se calcular a energia liberada usando-se a equação Einstein para a equivalência da massa e energia:
{\displaystyle E=mc^{2}}
Assim:
{\displaystyle Q_{\alpha }=(massa_{pai}-massa_{filho}-massa_{\alpha })c^{2}\qquad (2)}
Quando as massas são expressas em unidades de massa atômica (u.m.a.), a energia liberada pode ser calculada em MeV e a equação (2) pode ser escrita como:
{\displaystyle Q_{\alpha }=(massa_{Am}-massa_{Np}-massa_{\alpha })(931,494\ MeV/uma)\qquad (3)}
Assim, consultando-se uma tabela de massas dos nuclídeos e ignorando as massas dos elétrons que são muito pequenas e podem ser desprezadas, temos que a equação (3) fica:
{\displaystyle Q_{\alpha }=(241,055822-237,048166-4,00260325)(931,494MeV/uma)=5,638MeV}
A energia de 5,638 MeV é maior que quaisquer das energias encontradas em tabelas para as partículas alfa encontradas na desintegração do Am-241, isso ocorre pois, uma parte da energia é usada no recuo do núcleo filho e, eventualmente, em algum raio gama emitido.
Em função dos princípios da conservação da energia e do momento, é possível mostrar que é válida a relação:
{\displaystyle E_{recuo}=(massa_{\alpha }/massa_{recuo})E_{\alpha }}
Portanto, pode-se calcular a energia do recuo do núcleo filho, medindo-se a energia da partícula alfa emitida no processo.
Um mesmo tipo de núcleo pode emitir partículas alfa com diferentes energias, gerando um espectro. Isso ocorre porque o núcleo filho pode estar no estado fundamental ou em um estado excitado. Se o núcleo filho está em um estado excitado, ele pode passar para estado fundamental, emitindo radiação eletromagnética (raios gama).  Dessa forma, a emissão da partícula alfa pode ser acompanhada pela emissão de um raio gama.

### Interação com a matéria
A interação das partículas alfa com os átomos é na sua maioria restrita aos elétrons que formam a nuvem eletrônica. Isso ocorre em razão do longo alcance da força elétrica (coulombiana) e da existência de um número muito grande de elétrons na matéria. Como a partícula alfa possui duas unidades de carga, isso torna a interação coulombiana particularmente forte. Dessa forma, uma partícula alfa com uma determinada energia cinética, ao penetrar na matéria vai perdendo essa energia em diversas "colisões" (interações coulombianas).

Poder de penetração das radiações alfa, beta e gama.

A grande massa da partícula alfa, facilita a ejeção dos elétrons dos átomos, à medida que ela atravessa a matéria, diretamente por colisão com os elétrons ou passando próximo o suficiente para que a interação coulombiana cause uma ionização. A partícula alfa continua seu caminho sofrendo, na maior parte, uma deflexão desprezível, em função da grande diferença de massas. Assim, ela atravessa a matéria causando milhares de ionizações até sua energia cinética ser completamente dissipada
No ar, por exemplo, a energia para criar um íon é, em média, 34,5 eV, assim uma partícula alfa emitida pelo átomo de radônio 222 que possui uma energia de 5,49 MeV, causa 1,59x105 íons.
Dependendo da proximidade do encontro entre a partícula alfa e o elétron de um átomo, a energia cedida pode não ser suficiente para ionizá-lo, mas pode ser capaz de mudá-lo para um estado de energia mais alto. Dependendo do material, o átomo excitado pode voltar ao nível de energia mais baixo e emitir um fóton de luz, como no caso dos materiais fluorescentes.

### Alcance
A grande massa e carga da partícula alfa, comparada com outros tipos de radiação, dão a ela um grande poder de ionização, porém, pouca capacidade de penetrar a matéria. No ar, por exemplo, as partículas alfa percorrem alguns centímetros (dependendo da energia inicial da partícula).
Na tabela abaixo, alguns exemplos do alcance da penetração de uma partícula alfa com energia de 5,5 MeV (emitida pelo radionuclídeo amerício 241) para vários materiais (em cm):
| Ar   | Água      | Papel     | Alumínio  | Cobre    | Ouro       |
| ---- | --------- | --------- | --------- | -------- | ---------- |
| 4 cm | 0,0048 cm | 0,0034 cm | 0,0024 cm | 0,001 cm | 0,00075 cm |

Observa-se que a penetração das partículas alfa é muito pequena, é incapaz, por exemplo, de atravessar a pele humana. Deve-se notar que o alcance é menor para materiais mais densos e aumenta com a energia da partícula.

Figura 1. Pico de Bragg para partículas alfa no ar.

No caso do ar, e para valores de energia entre 3 e 7 MeV, o valor do alcance pode ser estimado de forma semi-empírica, usando a seguinte expressão:
{\displaystyle <R>=0,318E^{3/2}}
onde:
{\displaystyle <R>} é o valor médio do alcance (em cm);
{\displaystyle E} é a energia da partícula alfa (em MeV).
A deposição da energia da partícula alfa (e dos íons em geral) ao longo do caminho percorrido em um material não é uniforme. Ocorre uma grande densidade de ionizações um pouco antes do final da trajetória, que produz o chamado pico de Bragg, vide figura 1.

### Taxa de decaimento
A explicação da emissão da partícula alfa apresentava um problema teórico quando se comparava a emissão da partícula alfa por um núcleo com o espalhamento (colisão) da partícula alfa por esse mesmo núcleo.
Por exemplo, Rutherford (em 1927) mostrou que, bombardeando o núcleo do urânio 238 com partículas alfa de 9 MeV, as mesmas eram espalhadas (sofriam uma colisão), indicando a existência de uma barreira de potencial coulombiano como o da figura 2. Porém esse mesmo núcleo, que é radioativo, emitia naturalmente partículas alfa com aproximadamente 4 MeV de energia. Mas para vencer a barreira de potencial (vide figura 2) a alfa precisaria ter no mínimo uma energia superior a 9 MeV.
Isso foi resolvido por George Gamow e, independentemente, por Condo e Gurney, usando-se a mecânica quântica, que previa a existência de um "efeito túnel", pelo qual as partículas com energia inferior à barreira poderiam escapar do núcleo.

No modelo proposto por Gamow, tem-se uma partícula formada no núcleo atômico com um potencial {\displaystyle V(r)}, que combina o potencial nuclear entre o núcleo e a partícula alfa. O modelo também nos diz que a partícula alfa enxerga um potencial constante no núcleo e um potencial de coulomb fora do núcleo de raio {\displaystyle R}, (vide figura 2). 

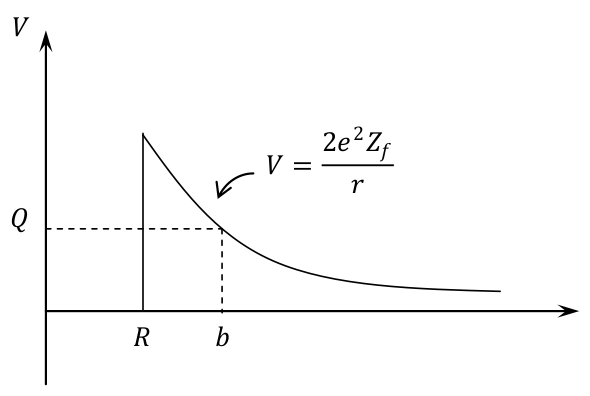
Figura 2. Energia potencial V de um núcleo e de uma partícula alfa em função da distância que os separa.

A probabilidade da partícula escapar do núcleo é dada por {\displaystyle P=e^{-\gamma }}, onde:
{\displaystyle \gamma ={\frac {2}{\hbar }}\int \limits _{R}^{b}[2m(V(x)-Q)]^{1/2}dx\qquad (4)}
Sendo {\displaystyle P} a probabilidade da partícula chegar na superfície do núcleo e 1-{\displaystyle P} de continuar nele. Em um modelo semi clássico, multiplicamos a probabilidade do escape pela frequência {\displaystyle f} com que a partícula chega na superfície, temos assim:
{\displaystyle f\simeq {\frac {v}{R}}}
sendo que {\displaystyle v} representa a velocidade com que a partícula alfa se move no núcleo, com isso dá-se a taxa de decaimento {\displaystyle w_{\alpha }}:
{\displaystyle w_{\alpha }\simeq {\frac {v}{R}}e^{-\gamma }}
Calculamos o expoente {\displaystyle \gamma } a partir da equação (4) e fica assim:
{\displaystyle {\gamma }\simeq {\frac {2\pi Zze^{2}}{\hbar v}}}
onde:
{\displaystyle \hbar } é a constante reduzida de Planck;
{\displaystyle Z} é o número atômico do núcleo filho;
{\displaystyle z} é o número atômico da partícula alfa (2).